# Hyltebruk
Hyltebruk is de hoofdplaats van de Zweedse gemeente Hylte, in het landschap Småland en de provincie Hallands län. Het is de grootste plaats van de gemeente met 3 742 inwoners (2005). De rivier de Nissan loopt door Hylte.
De plaats groeide snel door een papierfabriek, die sinds 1907 in de plaats ligt, deze papierfabriek is eigendom van Hylte Bruks AB. Vandaag de dag werken ongeveer 1000 mensen in deze papierfabriek en is het een van de grootste producenten van krantenpapier in de wereld. Sinds 1909 ligt de plaats aan de spoorweg, die loopt naar Torup, dat weer aan de spoorweg Halmstad – Nässjö ligt.

## Verkeer en vervoer
Bij de plaats loopt de Riksväg 26.
Hyltebruk · Torup · Unnaryd · Rydöbruk · Landeryd · Kinnared · Brännögård · Drängsered · Fröslida